# 토미카히어로 레스큐파이어
《토미카히어로 레스큐파이어》(トミカヒーロー レスキューファイアー 토미카히이로오레스큐우화이어[*])는 2009년 4월 4일부터 2010년 3월 2일까지 TV 아이치 계열에서 방영된 미쓰이에서 제작된 구조 대원 특촬물 액션 드라마다. 대한민국에서 애니메이션으로 통해 긴급출동 레스큐파이어라는 제목으로 방영되었으며, 재능 TV에서도 방영되었으며 후에 대교어린이TV에서도 방영되었다.

## 등장인물

### 레스큐파이어
레스큐파이어는 구조 포스의 기술을 전 세계 소방청이 결성한 "소방, 구급 활동"에 특화된 구조 팀이다. 차 부스를 사용하지 않고 어디든지 차가 가능 파이널 구조를 상관에서 허가 없이 사용할 수·배는 소형이 먼저 출전하는 화염 마인이 거대화했을 때 대/중형 차량을 출전시키는·소형 차량 발사 기능을 파이널 구조에 활용하는 등의 기술과 권한이 구조 포스에서 더욱 발전되고 있다.주된 주제는 전작의 "초재해의 진압"에 이번 작품에서는 "초화재 진화"으로 변경되었다.
- 호무라 타츠야 / 파이어-1(파이어-1X)

본작의 주인공. 19세. 혈액형은 B형. 일인칭은 「나」. 구조 파이어에 배속된 신참 대원이다. 평소에 웃음을 잃지 않는 밝은 성격. 6살 때 크리스마스에 소방관이었던 부모를 화재로 잃고 해바라기 학원다는 고아원에서 자랐다는 과거를 갖는다. 대하에 따르면 해바라기 학원에 인수 전인 2년간은 친척집에서 지내다가 그 동안 한번도 웃어 본 적이 없었다고 한다. 뜨거운 영혼을 가진 청년이고 마음은 충분하지만 갓 입소한 때는 대원으로서는 미숙으로 마음이 헛돌아서 버리기까지 했다. 중반 이후에는 영차에서 직접 훈련을 받은 실패하는 일은 적고, 다른 멤버의 지원적인 역할도 담당하게 되었다. 통근은 오토바이로 가고 있다. 슈트 컬러는 주황색(■). 해산 후는 세계 평화를 지키기 위한 Q스케일과 함께 세계를 여행하고 있다.
- Q스케

타츠야의 구조 메가폰에서 변형하는 로봇. 타츠야의 동료인 교육 담당을 맡는다. 건방지고 듣기 좋은 성격이지만 가끔 대담한 면도 보인다. 세계 소방 청의 슈퍼 컴퓨터에 접속할 수 있다. 페미니스트로 리츠카와 타마랑 사이가 좋고, 특히 사적으로는 타마짱에 안기는 경우가 많다. 정식 명칭은 "TF-Q"이지만, 길다는 것에서 타츠야한테 애청을 받아 본인도 처음에는 거부하고 있었지만 타마짱에 귀엽다고 말해서 마음에 든다. 기록된 대하의 목소리를 이용하고 목소리 흉내도 있다. 또 독단으로 파이널 구조의 발동을 거부할 수 있다.
- 메구미 류마 / 파이어-2

21세. 혈액형은 O형. 일인칭은 「자신」. 부드러운 힘 자랑의 대원으로 타츠야의 좋은 이해 자이지만, 음식의 취향이 전혀 맞지 않았다. 전투 때나 차량을 조종할 때는 호쾌한 면이 드러났다. 대대로 진화를 생업으로 삼고 있는 집에 태어났으며 아버지의 타쯔고 로우는 토비직의 우두머리에서 자신도 옛 토비직인이었다. 집은 어머니 요시에가 것은 구이 집이 경영하고 있지만 유 우 마 자신은 오꼬노미야끼도 좋아하는 음식이다. 슈트 컬러는 실버(■). 해산 후 타마랑 결혼하고 구급 구명사가 되었다.
- 유키 리츠카 / 파이어-3

19세. 혈액형은 A형. 일인칭은 「나」. 구조 파이어의 히로인. 쿨하고 착하고 남자 못지않은 성격과 임무 수행의 완벽함에서 "쿨 뷰티", "미스 퍼펙트"의 별명을 가진 반면, 동물을 너무 좋아해서 그 때는 웃는 모습이 되기 때문 그 일을 당초 멤버에 잠자코 있었다. 자신에게도 사람에게도 엄격한 규율을 지키지 않는 것, 미숙한 것에는 용서가 없다. 처음에는 미숙으로 겉돌기 쉬운 타츠야와 충돌하려는 경향이 있었는데, 나중에 서로를 인정하게 되고 식당 등에서 타츠야와 타마 양들과 함께 있는 것도 많아졌다. 그러나 날개에 대해서는 "겉으론 타츠야를 인정하지 않는다."라고 발언하고 있다. 아버지는 경찰관. 또한 전작에서 이들은 장소에 따르고 스커트와 반바지를 쓰고 있었지만, 이번 작품에서는 반바지 위에 치마를 착용하고 있다. 슈트 컬러는 그린(■). 해산 후에는 구조 훈련 센터의 교관으로 신인대원을 육성하고 있다
- 아오이 츠바사 / 파이어-4

21세. 혈액형은 AB형. 늦게 합류한 스카이 팀의 한 사람. 일 인칭은 「나」 . 냉정 침착하고 자타가 공인하는 높은 실력을 지녔지만 거만하고 자기 현시 욕이 강한 단독 행동으로 뛰기 쉽지만 인정이 두텁고 면도 있다. 상당한 수재인데, 미국의 대학에 다니던 시절은 리츠카에 전혀 이가 되지 않았다는군. 그래서 그녀를 일방적으로 라이벌 삼아 리츠카를 넘기 때문에 구조 파이어에 입대하지만 그녀에게 감정을 갖고 있던 점이 있다 망상 버릇도 보인다. 당초 타츠야가 파이어 1임을 불복으로 알았는데 점차 그를 인정하게 되고 제45화에서는 "타츠야, 너 그래도 파이어 1?"라고 질타했다. "10년 빠르다!"가 입버릇. 슈트 컬러는 블랙(■). 해산 후에는 직원 모집 광고에 출연했다.
- 와타리 준 / 파이어-5

20세. 혈액형은 A형. 스카이 팀의 한 사람으로, 츠바사의 동생적 존재. 일인칭은 「복」. 두뇌가 명석하지만 행동이 단락적이라는 결점이 있다. 동안임에 강한 열등감을 갖고 있다. 처음에는 날개 비슷한 타츠야를 경시했고 점차 풀어지는 "선배"라고 부르며 따르게 된다. 대원 중 유일하게 안경을 쓰고 있다. 이것은 시력 저하가 아니라 어른처럼 보이기 때문이며 구조 파이어가 해산하지 않고 있다. 사진 촬영이 취미답게 가끔 디지털 카메라로 차량 등 다양한 것의 사진을 찍고 있다. 학생 시절 미국 유학 중에 구조 잠수부의 모습을 지켜보면서 구조 파이어에 입대를 자원했다. 미국에 유학했던 경험(혹은, 연기하는 미즈노가 미국 출신임)도 있고 호주에 출전 중인 장면에서 영어를 할 장면이 있었다. 아버지인 유키오는 대기업의 경영자. 슈트 컬러는 스카이블루(■).
- 타이가 리쿠

25세. 혈액형은 O형 레스큐파이어의 대장. 3형제 중 가운데의 자식이다. 일인칭은 「사」 혹은 「저」. 파이어 정장의 시범 장착원으로 1부터 5의 전 정장 차를 한 타격에 의한 현재는 차 못하는 몸이 되고 있어 평소에는 사령실에서 지휘를 맡는 경우가 많다. 그래도 쟈니스 캐스트와 죠우카엥의 힘으로 화염 마인화한 사카엔을 가볍게 다루는 정도의 강함을 자랑한다. 타츠야를 비롯한 대원을 야단치기도 한다, 이때의 말버릇은 "바카몬!"이 약속했다. 임무와 과실에는 어렵지만 국민의 안전과 동시에 대원들의 신세도 결코 소홀히 하는 것은 없는 상냥함과 대원들을 식사에 초대하는 소탈한 일면도 가진다. 초화재 진압 후 결정 대사는 "미션 클리어!". 대장 옷의 디자인은 흑자에 골드 라인이 들어간 것이다. 해산 후에는 소방 교습소 교관으로 됐다.

### 지원자·관계자
- 스기야마 타마미

세계 소방 청의 식당에서 일하는 여성이다. 애칭은 "타마짱". 밝은 성격에서 대원들과도 사이가 좋다. 모두를 행복한 기분에 음식을 만드는 것이 꿈이고, 월급의 대부분은 음식 연구에 사용하고 있는데, 가끔 어색한 요리를 만들기도. 작은 몸에 어울리지 않게 아주 대식가이다. 나이 값으로, 연애나 가십에 관심이 있는 모습. 집은 나고야 시티 오스 상가에 있는 찻집. 구조 파이어 해산 후에는 유우마와 결혼하고 임신한 장면도 보였다.
- 오사카베 레이지

세계 소방청 장관. 쟈카엔의 위협을 재빨리 알아채고 레스큐포스 대신 새로운 조직 레스큐파이어를 설립했다. 전작의 극장판 《토미카 히어로 레스큐 포스 폭렬 MOVIE마하 트레인을 구조하라!》에도 등장했다.막판에는 단신으로 몽골에 가다, 푸른 용에 관한 조사를 벌였고, 구슬을 노리고 온 자라 커스트를 맨몸으로 간단하게 요격했다. 또한 본작에서는 R0 같은 영웅으로서의 차는 없었다.
- 사에키 분지

차량의 정비를 담당하는 정비사. 전작에도 등장하며, 전작 등장의 중형 차량을 「내 아들들」이라고 부른다. 칸자키나 이시구로와 달리 차량 정비를 담당하는지 두 사람과 비교해서 등장 빈도가 높다.
- 타이가 나오지

타이가 대장의 형이자 고고학자. 형부 장관의 의뢰로 쟈카엔에 관한 조사를 벌이고 있다. 조사 때문에 세계를 누비고 있었으나 현재는 수수께끼의 석판을 발견했기 때문에 귀국했다. 쟈카엔을 쓰러뜨린 용자와 함께 싸웠다는 류진의 조사도 병행하고 있다.
- 타이가 아스카

나오지의 딸이자, 붉은 안경을 쓰고 있으며 그의 조수를 맡는다. 아버지보다 튼튼하다. 과거 쟈카엔을 쓰러뜨린 용자와 함께 싸웠다는 류진을 불러일으키는 이상한 펜던트(마지막 푸른 구슬)을 갖고 있다.

## 출연

### 조연 및 주조연
- 호무라 타츠야 / 파이어1 : 쿠보 쇼(久保 翔)
- 메구미 류마 / 파이어2 : 카와다 유우(川田 祐)
- 유키 리츠카 / 파이어3 : 나카무라 유(中村 優)
- 아오이 츠바사 / 파이어4 : 후쿠야마 카즈키(福山 一樹)
- 와타리 준 / 파이어5 : 미즈노 마사노리(水野 真典)
- 타이가 리쿠 : 후지시게 마사타카
- 오사카베 레이지 : 후지오카 히로시
- 스기야마 타마미 : 나카무라 시즈카
- 사에키 분지 : 하루미 시호
- 타이가 나오지 : 사토 히로미치
- 타이가 아스카 : 이토 아야카
- 돈카엔 (목소리) : 고리 다이스케
- 우카엔 (목소리) : 치바 스스무
- 사카엔 (목소리) : 챠후린
- 츄카엔 (목소리) : 와타나베 아케노
- 죠카엔 (목소리) : 키리이 다이스케

### 한국판 성우
- 파이어1 / 히로 役: 남도형
- 파이어2 / 유마 / 돈카엔 役: 정재헌
- 파이어3 / 리카 役: 조현정
- 파이어4 / 마르크 / 레이지(세계소방청장) / 강팀장 役: 홍진욱
- 파이어5 / 준 役: 방우호
- 레스큐파이어대장(타이거) / A.I / 죠카엔 役: 류승곤
- 마리아 / 에이미 役: 김지혜
- 츄카엔 役: 박희은
- 큐피(TF-Q) 役: 전진아
- 우카엔 / R-5(에이지 / 37화 , 38화) 役: 이원찬
- 사카엔 / 나오시(타이거의 형, 에이미 아빠) 役: 사성웅
- R-1(라이트 / 37화 , 38화 , 43화 , 44화) 役: 전광주